# Famille Barbarigo
Pour les articles homonymes, voir Barbarigo.
 (juillet 2024).
Si vous disposez d'ouvrages ou d'articles de référence ou si vous connaissez des sites web de qualité traitant du thème abordé ici, merci de compléter l'article en donnant les références utiles à sa vérifiabilité et en les liant à la section « Notes et références ».

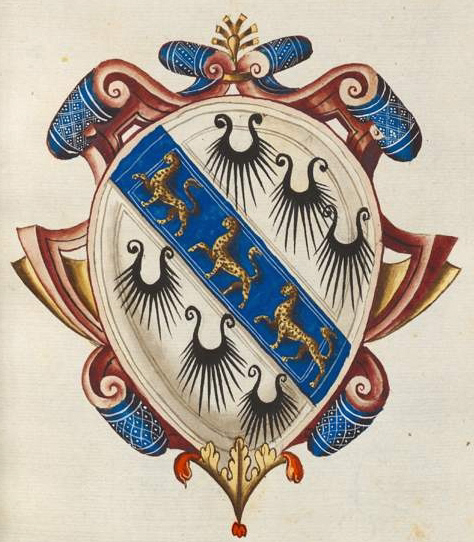
Armes de la famille Barbarigo

La famille Barbarigo fut une famille noble de Trieste, venue habiter à Venise dès sa création. Elle posséda la localité de Muggia en Istrie.

## Histoire

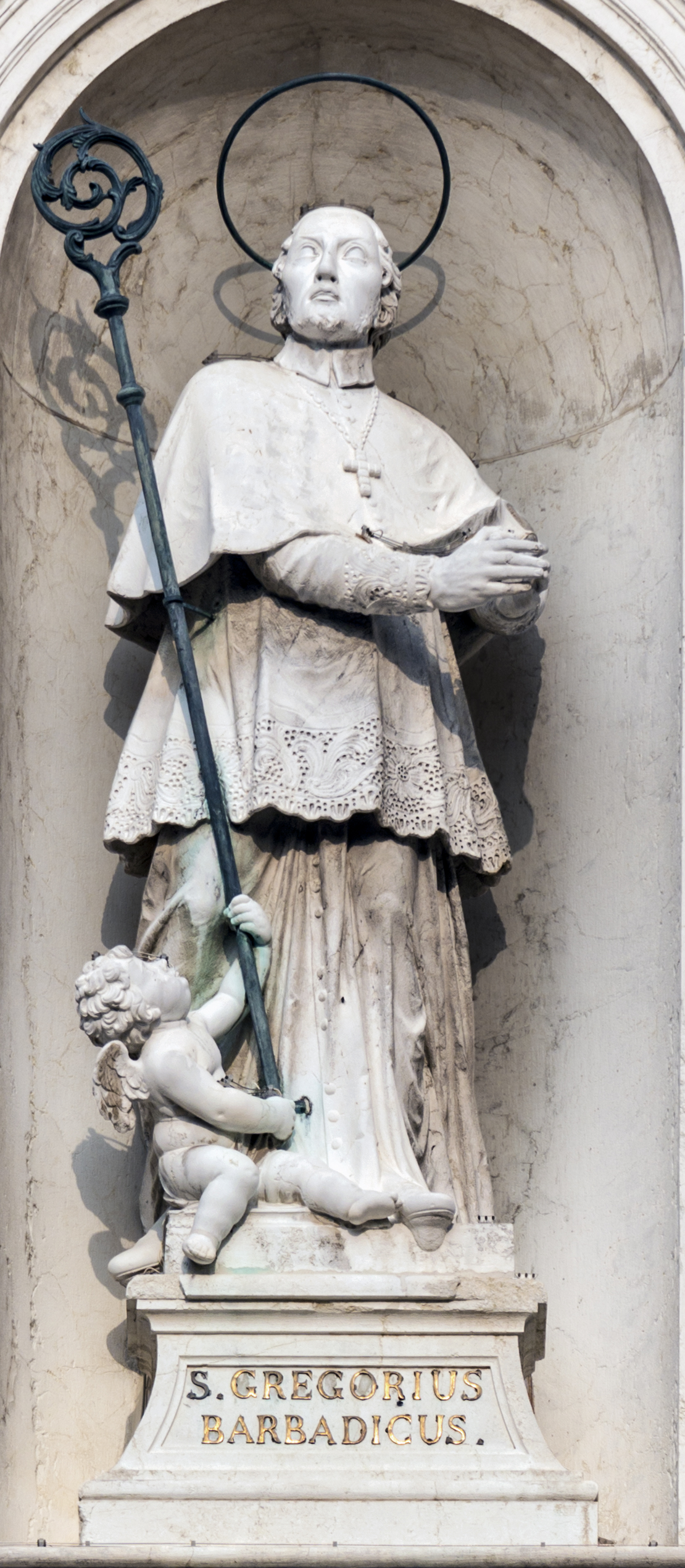
Grégoire Barbarigo

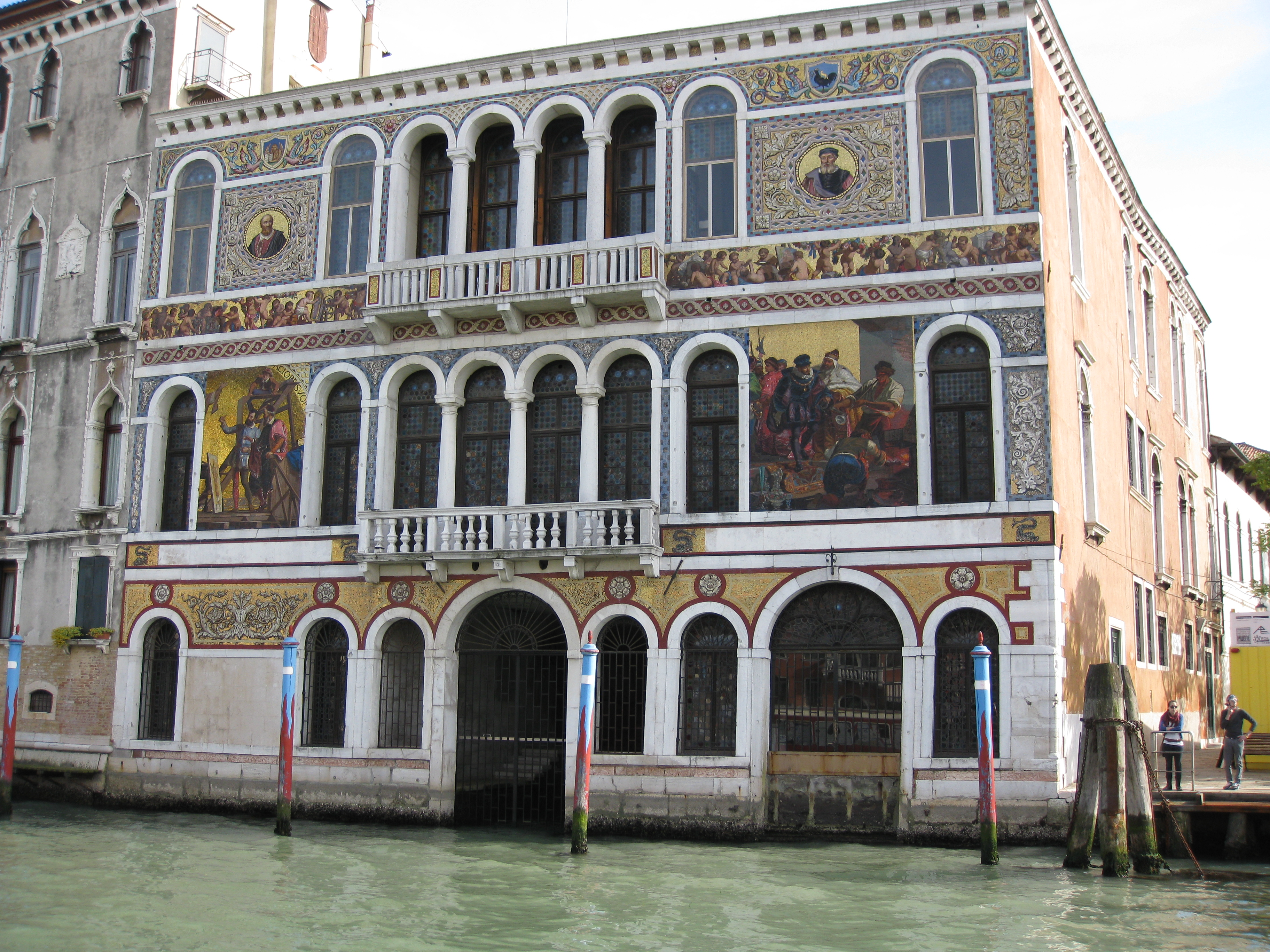
Palais Barbarigo sur le Grand Canal

Les « Barbarigo » adoptèrent le nom de famille de Barbarigo, après qu'un Arrigo, ayant battu les Sarrasins en 880, forma une couronne faite de leurs barbes, et revint triomphalement, ainsi vêtu, aux lari paternels.
Venus à Venise, ils y fondèrent avec les Jubanici l'église Santa Maria Zobenigo. Ils fondèrent ou restaurèrent d'autres églises, et produisirent deux évêques, un patriarche de Venise et trois cardinaux, parmi lesquels le bienheureux Gregoire, qui naquit à Santa Maria Zobenigo et qui en 1691 renonça à l'honneur de la tiare penchée sur sa tête. La famille produit aussi deux frères doges et, parmi de nombreux guerriers, citons Augustin, qui fit des étincelles dans la bataille de Lépante dans laquelle, touché par une flèche dans l'œil, il mourut jubilant à la vue du massacre ennemi.
Cette famille s'est fait remarquer par ses richesses et par les charges qu'elle a exercées à Venise.
Les armes des Barbarigo se composent d'argent à une bande d'azur, chargée de trois lionceaux d'or, la bande accompagnée de six barbes de sable, trois de chaque côté.

## Personnalités
- Angelo, évêque de Vérone fut créé en 1408 cardinal par Grégoire XII, pape vénitien ;
- Marco et Agostino furent doge de Venise en 1485 et 1486 ;
- Giovanni fut capitaine de vaisseau pendant la guerre de Chioggia, premier à monter un canon sur un navire ; il devint procurateur de Saint-Marc à son retour ;
- Augustin dont le corps quasi intact est exposé au clocher des Chartreux, fut provéditeur général de l'armée à Lépante en 1571 lorsqu'il fut terrassé par une flèche empoisonnée ;
- Grégoire fut créé cardinal par Alexandre VII en 1660, Canonisé par Jean XXIII en 1960;
- Jean-François (Giovanni Francesco), neveu de Grégoire, né en 1658, mort en 1730, évêque de Vérone, cardinal de Padoue,
- Marc-Antoine (Marcantoni), cousin de Grégoire, né en 1640, mort en 1706, archevêque de Corfou en 1684, fut créé cardinal par Innocent XI.
- Pietro Barbarigo commanda pour son palais de Santa Maria del Giglio une toile représentant la noblesse et la vertu qui brisent l'ignorance réalisée par Giambattista Tiepolo entre 1744 et 1745. Il est aujourd'hui conservé à la Ca' Rezzonico[1]